# Peel Association Football Club
Maillots
Le Peel Association Football Club est un club de football de l'île de Man fondé en 1888 à Peel. Il a remporté 30 fois le titre de champion de l'île de Man dont la dernière fois à l'issue de la saison 2008-2009.

## Historique
Le Peel Association Football Club, est le club le plus titré de l'ile, il remporta pas moins de 30 championnats et 30 coupes nationales. Il est également le premier club à avoir remporté le championnat mannois de football. Keith McQuillan est l'actuel meilleur buteur de l'histoire du club avec 443 réalisations.

## Palmarès et résultats sportifs

### Titres et trophées
- Manx Premier League (31)
  - 1896-1897, 1906-1907, 1921-1922, 1931-1932, 1932-1933, 1933-1934, 1934-1935 1947-1948, 1948-1949, 1952-1953, 1953-1954, 1954-1955, 1957-1958, 1958-1959, 1959-1960, 1962-1963, 1963-1964, 1964-1965, 1965-1966, 1971-1972, 1972-1973, 1973-1974, 1974-1975, 1975-1976, 1976-1977, 1983-1984, 1999-00, 2000-01, 2001-02, 2008-2009, 2022-2023, 2024-2025
- Coupe de l'île de Man (30)
  - 1890-1891, 1891-1892, 1908-09, 1926-1927, 1929-1930, 1932-1933, 1934-1935, 1936-1937, 1938-1939, 1945-1946, 1947-1948, 1948-1949, 1952-1953, 1953-1954, 1957-1958, 1958-1959, 1959-1960, 1960-1961, 1962-1963, 1963-1964, 1968-1969, 1972-1973, 1973-1974, 1974-1975, 1976-1977 1981-1982 1983-1984 1996-1997 1998-1999, 2006-2007
- Hospital Cup (17)
  - 1924-1925, 1928-1929, 1931-1932, 1932-1933, 1933-1934, 1937-1938, 1967-1968, 1979-1970, 1971-1972, 1972-1973, 1976-1977, 1979-1980, 1989-1990, 1990-1991, 1996-1997, 1998-1999, 2009-2010
- Railway Cup (21)
  - 1932-1933, 1936-1937, 1946-1947, 1954-1955, 1956-1957, 1960-1961, 1961-1962, 1965-1966, 1968-1969, 1969-1970, 1970-1971, 1971-1972, 1972-1973, 1973-1974, 1980-1981, 1981-1982, 1998-1999, 2002-2003, 2006-2007, 2007-2008, 2009-2010